# Station Lipki Wielkie
Station Lipki Wielkie is een spoorwegstation in de Poolse plaats Lipki Wielkie.